# Googie

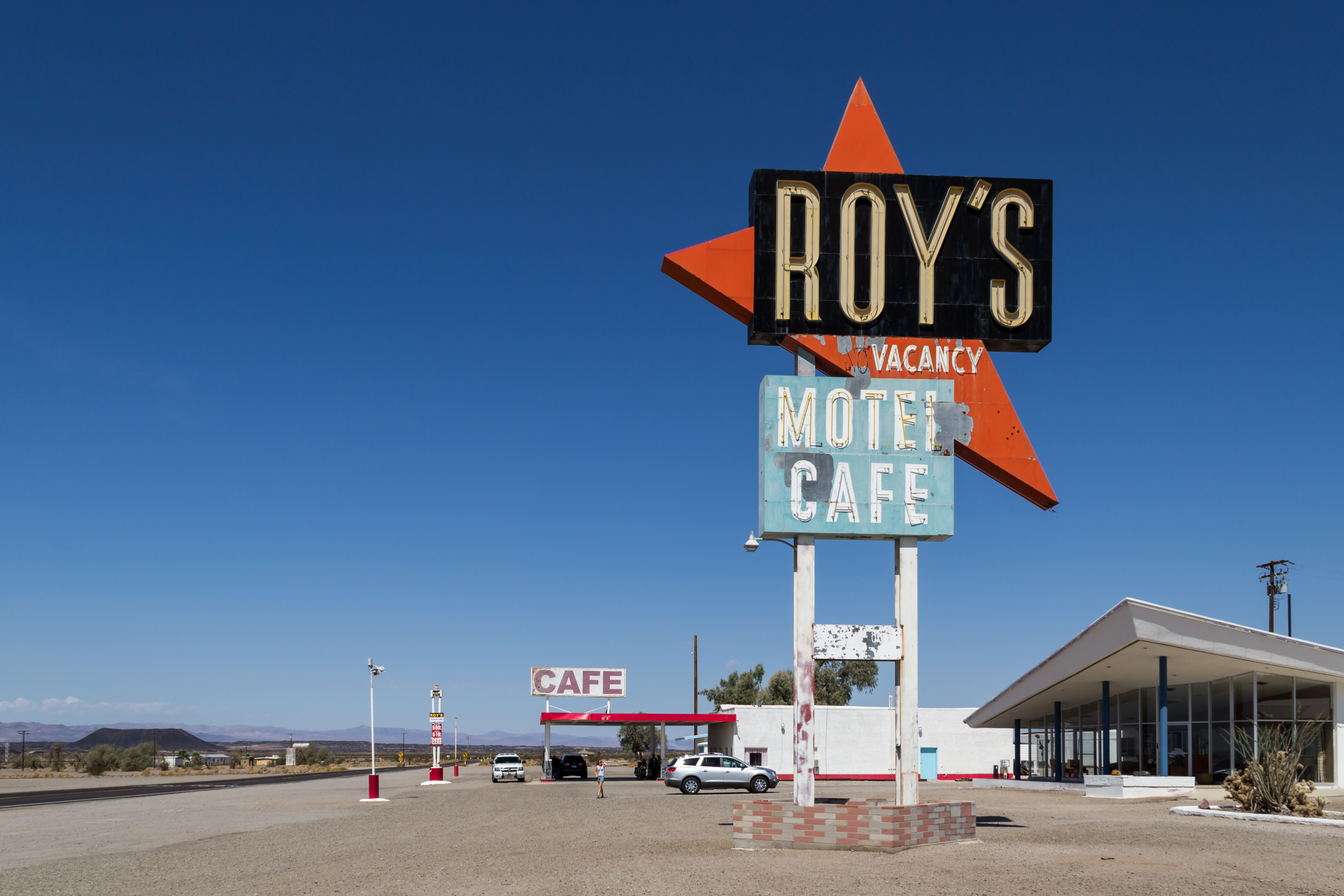
Enseigne de style Googie du Roy's Motel and Café sur la route 66 à Amboy en Californie, en direction de Los Angeles.

Le Googie (également connu en tant que Doo-Wop, Populuxe, Coffee Shop Modern, Jet Age, Space Age et Chinese Modern) est un style architectural futuriste du milieu du XXe siècle, puisant son inspiration dans le design de l'Âge atomique et la conquête spatiale.
Né dans le sud de la Californie (États-Unis) dès la fin des années 1940, il se diffuse le long des autoroutes américaines comme le style architectural caractéristique des années 1950 des commerces de services proposés aux automobilistes (motels, cafés, établissements de restauration rapide, ciné-parc, stations services ou stations de lavage). Au début des années 1960, il s'étend à des réalisations architecturales plus complexes (universités, aéroports, gratte-ciel), avant d'amorcer son déclin au milieu des années 1960.

## Présentation
Le Googie est apparu à Los Angeles, en 1949. L'automobile a connu un essor dans les années 1930 aux États-Unis, le Googie sera le style incarnant le rêve américain d'après-guerre, accompagnant la démocratisation des départs en vacances en voiture, et illustrant l'entrée dans une ère nouvelle, nourrie de l'optimisme que promettent l'ère atomique et la conquête de l'espace.
Il se diffuse sous diverses variantes dans d'autres états des États-Unis, notamment ceux du sud-ouest du pays (Nevada, Utah, Arizona) le long de la route 66, ou dans d'autres régions touristiques comme le sud de la Floride ou les stations balnéaires du New Jersey, où il prend le nom de Doo-Wop. Son épicentre reste malgré tout Los Angeles et le comté d'Orange, où demeurent de nos jours les plus beaux exemples de ce style architectural et artistique.

### Étymologie
Selon Alan Hess, dans son livre Googie: Fifties Coffee Shop Architecture, le nom de « Googie » viendrait du design particulier d’un café conçu en 1949 par l’architecte John Lautner et qui portait le nom de « Googie's ». Ce bâtiment, situé à Los Angeles à l’intersection de Sunset Boulevard et de Crescent Heights, fut démoli dans les années 1980. Lautner serait donc à l'origine du style et de son nom, qui sera repris et interprété par d'autres, et popularisé par Douglas Haskell, professeur à Yale, qui l'emploie dans un article paru en 1952 dans le magazine House and Home. Ce terme prend cependant rapidement une connotation péjorative dans le monde architectural traditionnel.

### Domaines
L'architecture Googie, de même que l'architecture « canard », est à l'origine à visée commerciale, destinée à moderniser le style des motels, cafés, stations essences ou stations de lavage automatique afin de capter l'attention de l'automobiliste-consommateur. Le style va peu à peu s'étendre au monde du design, touchant notamment l'automobile en traçant la ligne des « belles américaines » des années 1950 et du début des années 1960, puis de bâtiments publics (cinémas, centres de convention, universités, terminaux aéroportuaires, gratte-ciel) et la culture populaire, notamment à travers des dessins animés comme Les Jetson et Les Pierrafeu.
Dans l'esprit, il se situe à mi-chemin entre le rêve et la réalité. L'univers du Googie est celui d'un futur utopique et idéalisé, dans lequel il n'est pas impossible de voir des voitures à ailerons voler devant des dieux tiki géants, des fusées et soucoupes volantes en partance pour Disneyland. Le style du Space Age Inn, Satellite Shopland et l'ultra moderne restaurant Bob's Big Boy semble être la traduction dans le monde réel de la promesse lancée par Walt Disney en 1955 lors de l'inauguration de Tomorrowland :
« Demain peut être une ère merveilleuse. Nos scientifiques sont en train aujourd'hui, d'ouvrir les portes de l'Ère de l'Espace (Our scientists today are opening the doors of the Space Age...) à des réalisations qui profiteront à nos enfants et aux générations à venir. Les attractions de Tomorrowland ont été conçues pour vous donner l'occasion de participer à des aventures qui sont une représentation vivante de notre futur »'

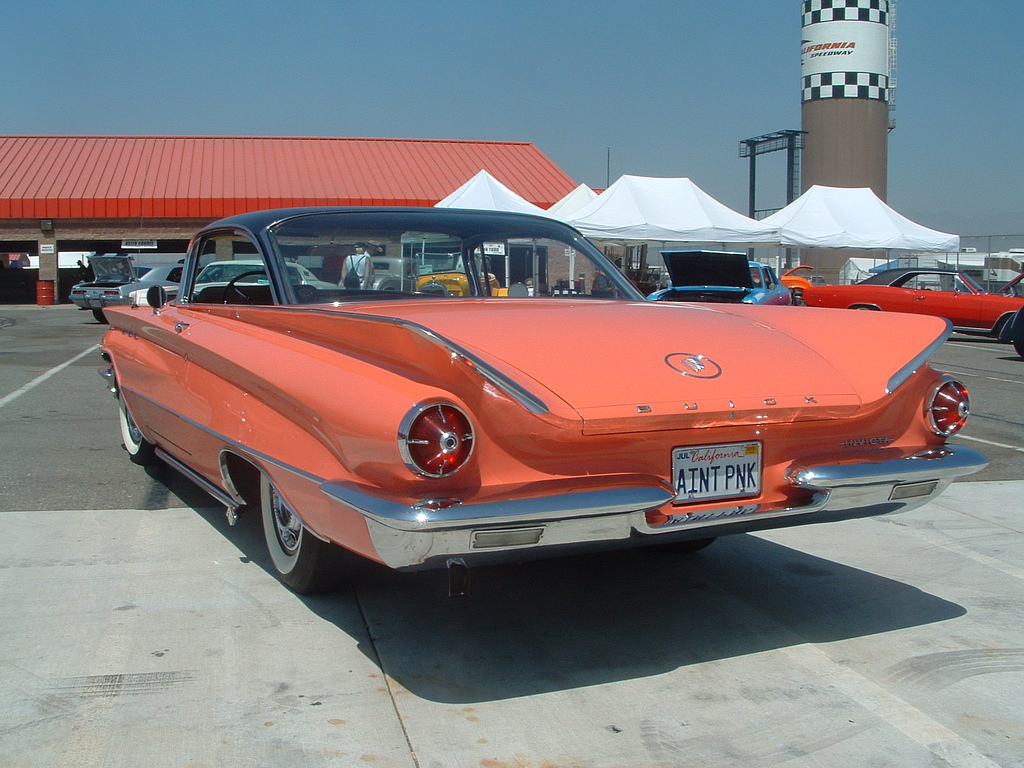
Buick de 1961, style d'influence Googie.
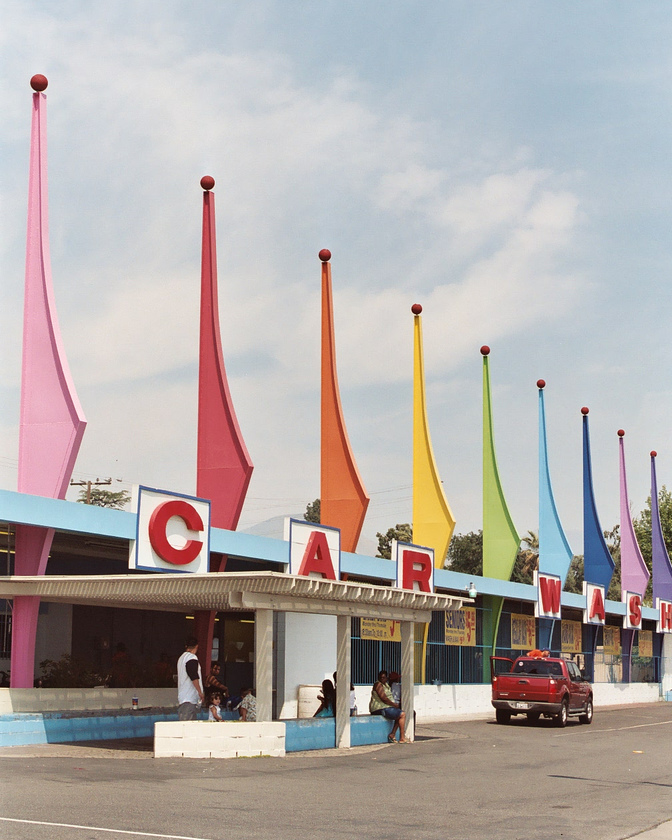
Car wash de San Bernardino, en Californie.
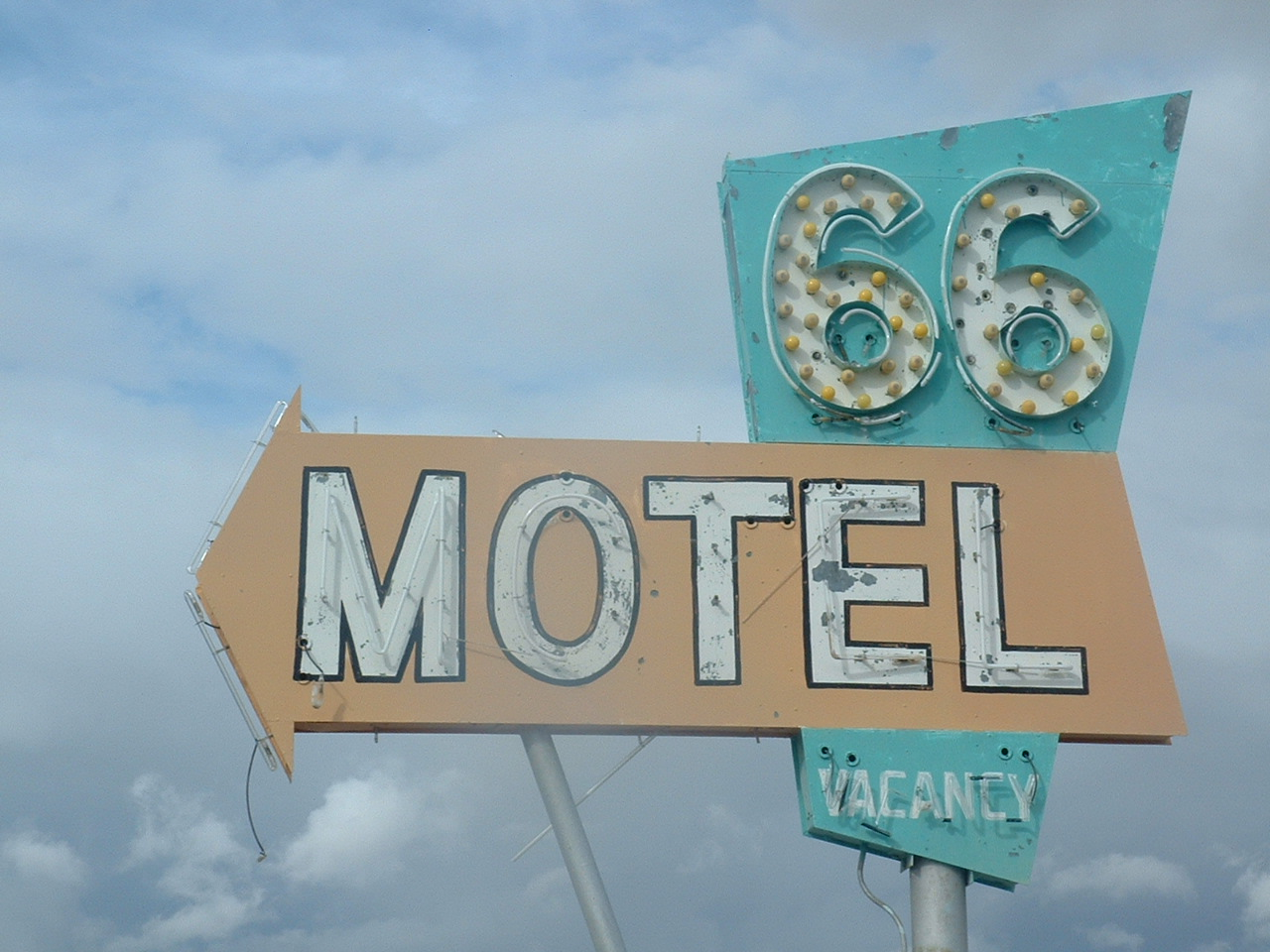
Enseigne de motel sur la route 66 à Needles, en Californie.
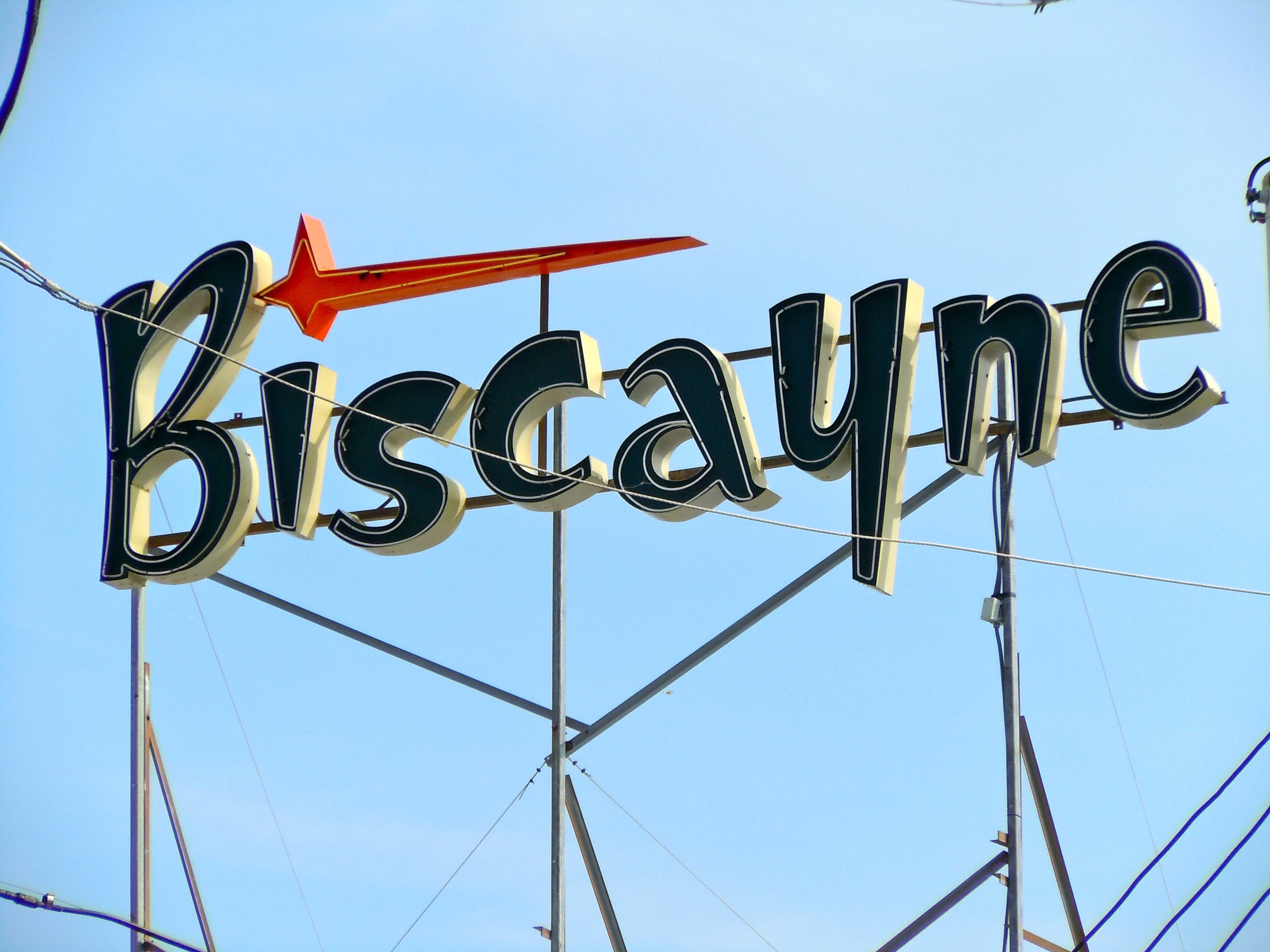
Enseigne néon de style Doo-Wop de l'hôtel Biscayne à Wildwood Crest, dans le New Jersey.

### Symboles et métaphores
Le Googie, en tant que style architectural et artistique, est empreint de qualités métaphoriques et humoristique insolites. Il sera aussi parfois déroutant et exubérant, au point d’être souvent désavoué par les architectes classiques. Si, en revanche, il a trouvé l’affection du grand public, c'est parce que le Googie évoque avant tout une histoire dont le thème central est le suivant :
« L'espèce humaine a quitté l'obscurité des cavernes et, à force de travail et d’ingéniosité, a bâti un monde moderne et merveilleux. Dans sa lancée, elle finira par surmonter les derniers obstacles et colonisera le reste de la galaxie, sans toutefois perdre le lien sacré avec l'authenticité de la nature. »
Dans des éléments de décor Googie se retrouvent fréquemment des références à thèmes historiques, allant des grottes préhistoriques à l'Ouest américain. En dépit de la modernité du style, le lien avec la nature n’est jamais rompu, justifiant l'usage de la pierre (vraie ou fausse), de jardins intérieurs, de grande baies vitrées abolissant la rupture traditionnelle entre intérieur et extérieur. Dans l'univers Googie, il n’est pas rare de voir des bâtiments en forme d'OVNI avec un mur de pierres, trois baies vitrées et des palmiers traversant le toit.

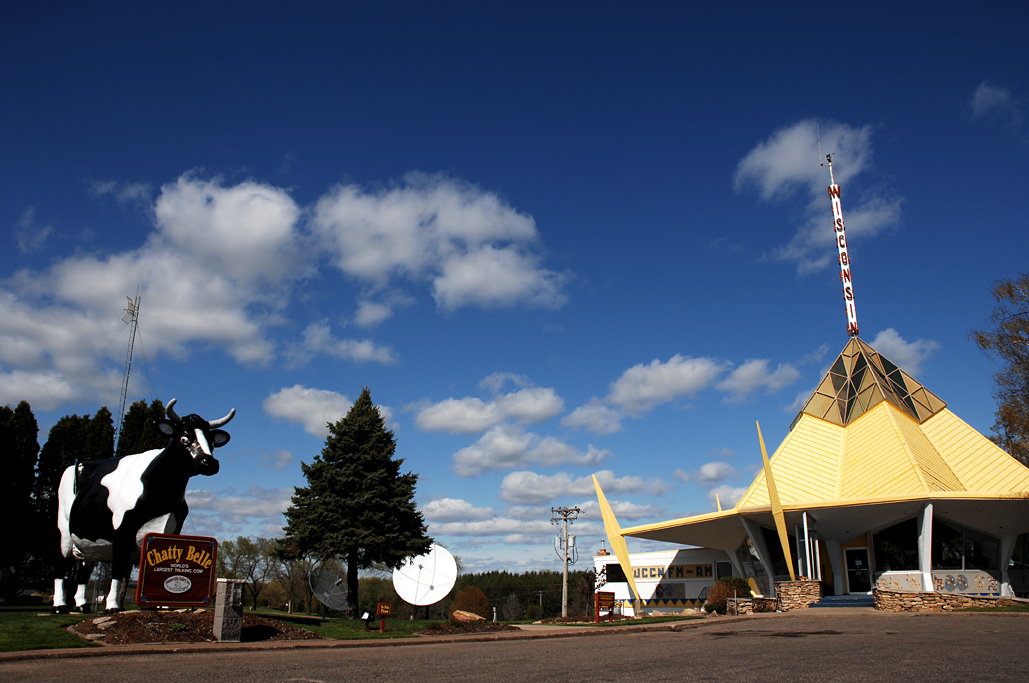
Tipi évoquant la conquête de l'Ouest et la vache parlante Chatty Belle, conçus pour la Foire internationale de New York de 1964 et déplacés à Neillsville (Wisconsin).
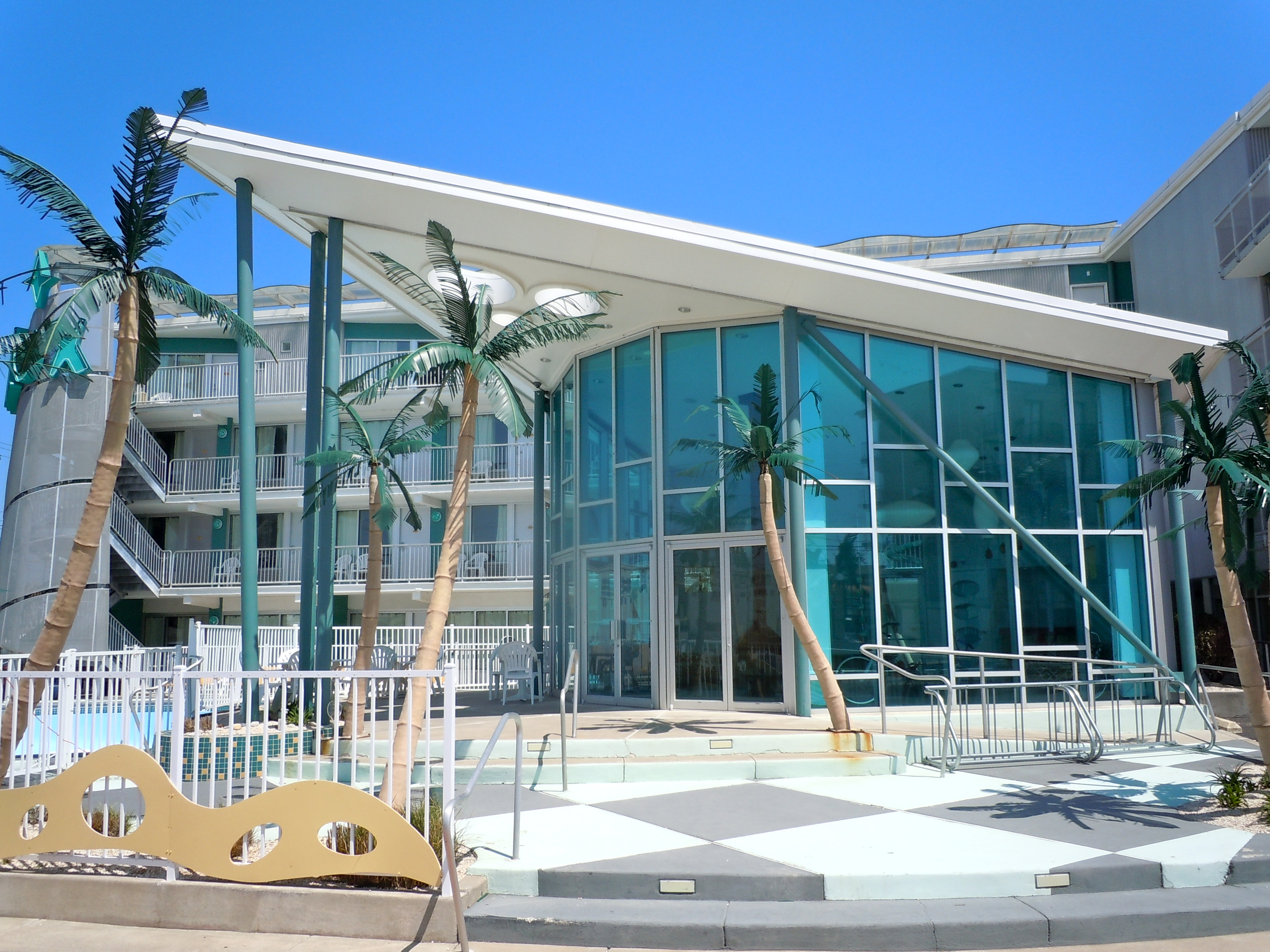
Auvent ajouré, larges baies vitrées, dalles de béton et faux palmiers du motel Starlux de style Doo-Wop à Wildwood, dans le New Jersey.
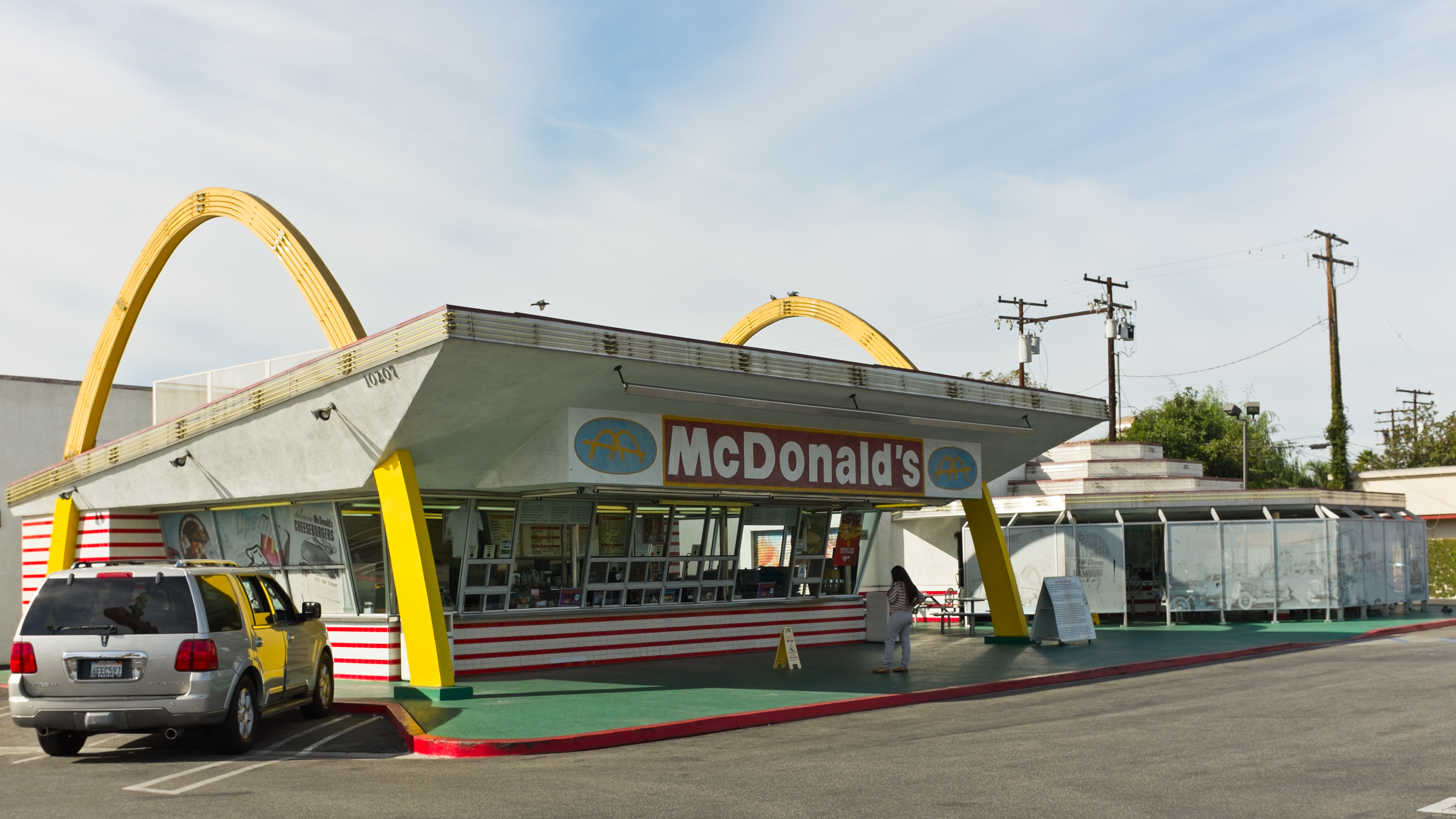
Le plus vieux restaurant McDonald's encore en activité, à Downey, en Californie, à l'angle de Lakewood Bvd et de Florence Ave. Il s'agit du troisième restaurant construit par la chaîne et du second construit avec les arches dorées. Son aspect n'a guère changé depuis son ouverture en 1953.

### Éléments du Googie
Le Googie a trouvé une forme d’expression relativement libre et créative dans sa représentation futuriste et utopique. Douglas Haskell a cependant cherché à en dégager quelques règles de base : 
- les éléments naturels doivent avoir une forme abstraite : un oiseau par exemple sera un oiseau géométrique
- Les thèmes doivent être multiples : un champignon abstrait sera surmonté d'un oiseau géométrique
- La gravité doit être abolie, les bâtiments doivent être comme suspendus dans les airs
- L'inclusion est à préférer au minimalisme

Les architectes purent s'aider en cela d'une nouvelle gamme de matériaux comme le verre feuilleté, l'amiante, le contreplaqué ou encore le plastique. D'autres innovations techniques ont permis de travailler l'acier et le ciment de façons nouvelles.
D'une manière concrète, le Googie se caractérise par un certain nombre d’éléments architecturaux et graphiques qui le rendent singulier :
- Toits profilés : ceci est particulièrement vrai pour le café Googie, qui a servi de prototype au style du même nom. Parfois en forme de boomerang, un toit profilé autorise des vitrines plus larges et donne l’impression que le bâtiment est prêt à décoller. Furent également construits des toits paraboliques, comme dans les premiers restaurants Bob's Big Boy, conçus par Armet et Davis[1].

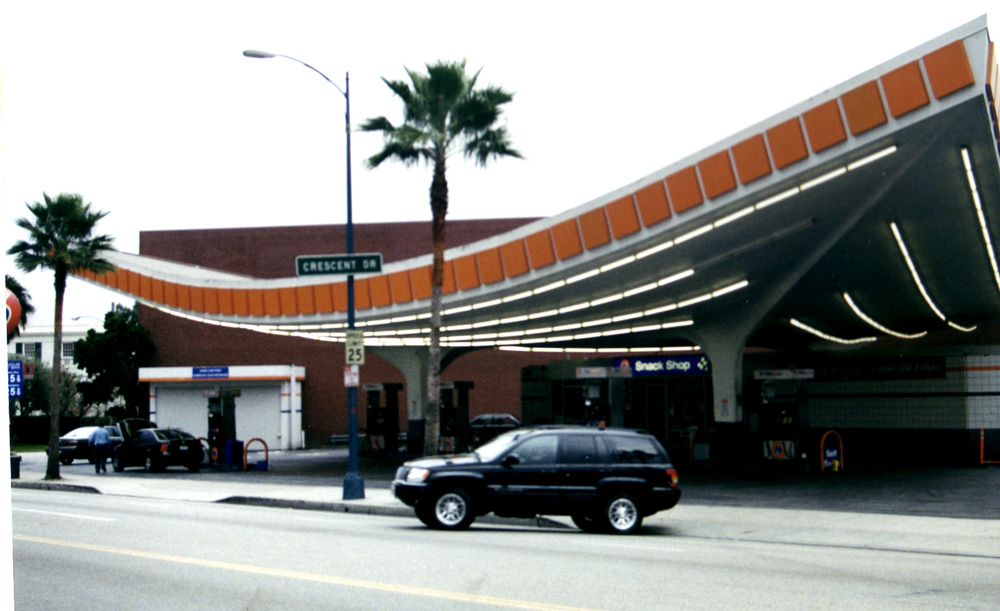
Toit profilé en forme de boomerang d'une station service sur Crescent Drive, à Beverly Hills.
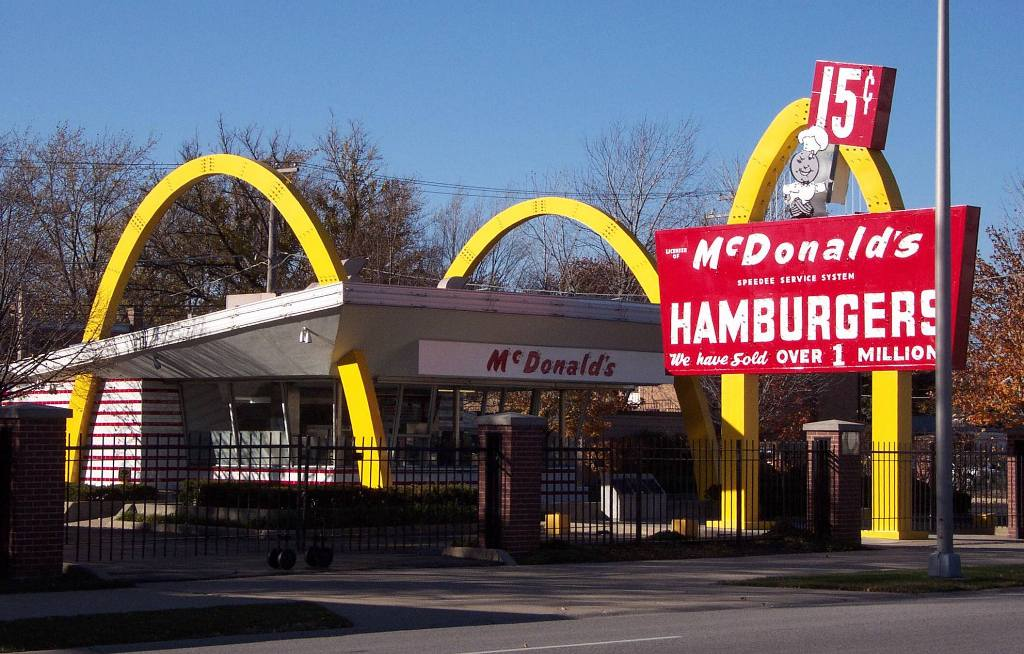
Toit profilé d'un des premiers restaurants McDonald's, 1955 à Des Plaines (Illinois).
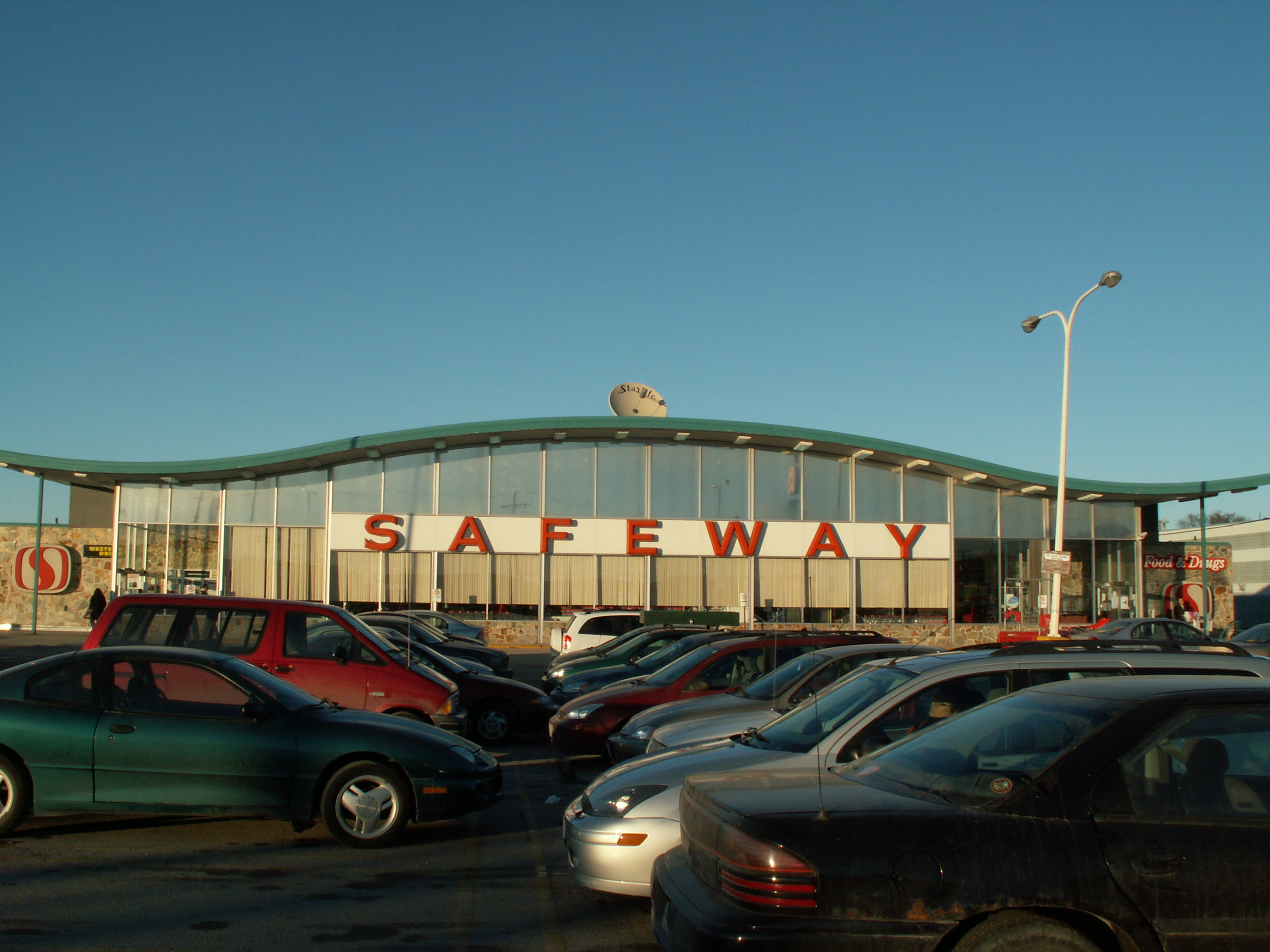
Toit profilé parabolique du magasin Safeway à Winnipeg, au Manitoba.

- Dômes : souvent en béton, cette forme est rendue possible grâce aux nouvelles techniques en bâtiment. Elle évoque les stations spatiales habitées et les soucoupes volantes qui illustrent les magazines de science-fiction de l’époque. Parmi les exemples, le centre de conventions d'Anaheim, le Cinerama Dome et le toit panoramique du prototype de la Pontiac Firebird de 1956[1].

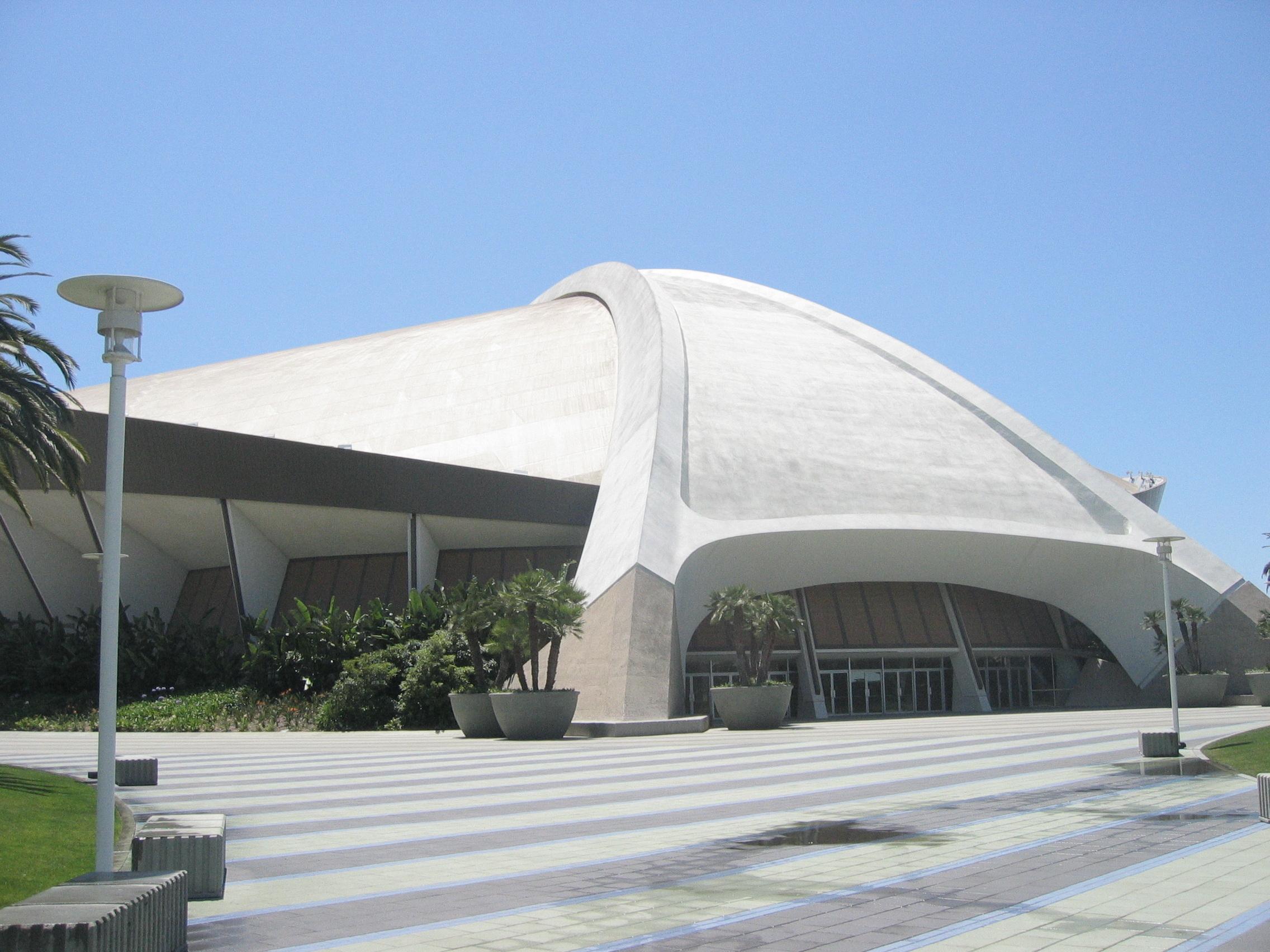
Centre de conventions d'Anaheim, inauguré en 1967
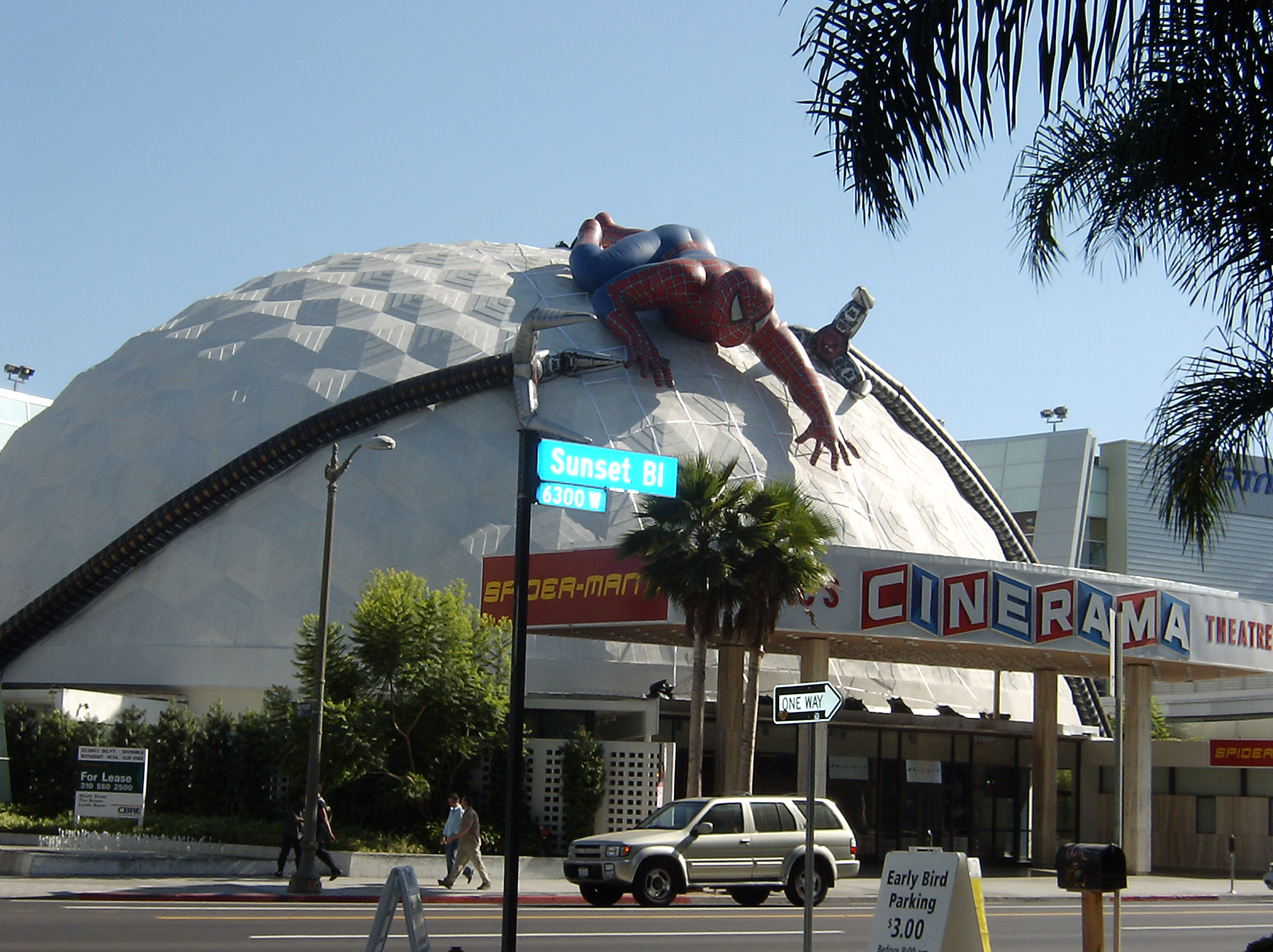
Cinerama Dome sur Sunset Boulevard à Los Angeles, inauguré en 1963

- Baies vitrées : elles présentent un double intérêt. Elles permettent d'une part à l'automobiliste de voir ce qu'il y a à l'intérieur du magasin, transformant la façade en grande vitrine. Cet aspect prend toute son importance à une époque où le consommateur dépend de sa voiture pour faire ses courses. D'autre part, ces baies font entrer l'extérieur à l'intérieur, et notamment la lumière. Ces panneaux vitrés, supportés par des structures métalliques fines et solides, donnent aux  toitures un aspect aérien[1].

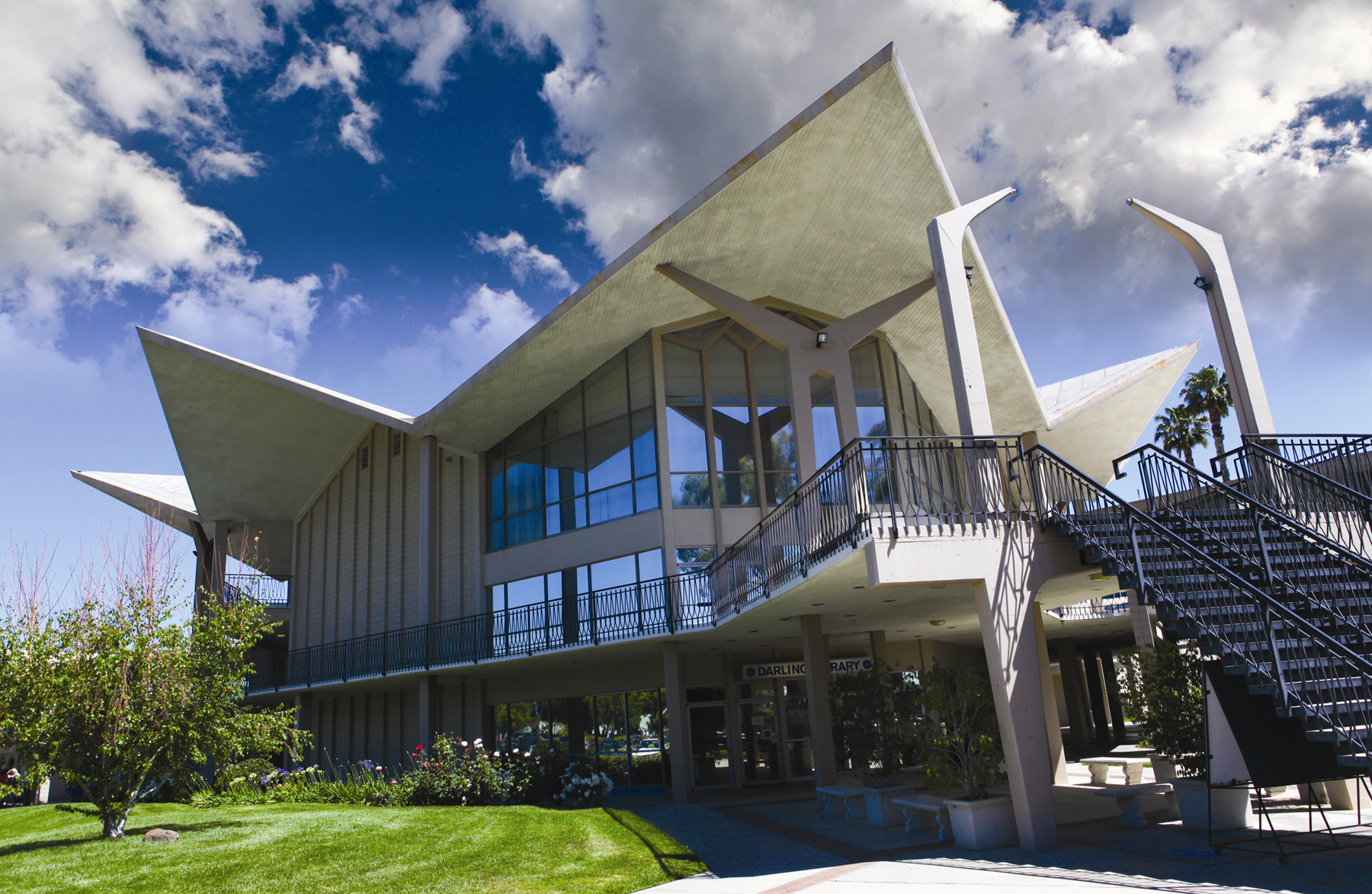
Université Hope International, à Fullerton (Californie).
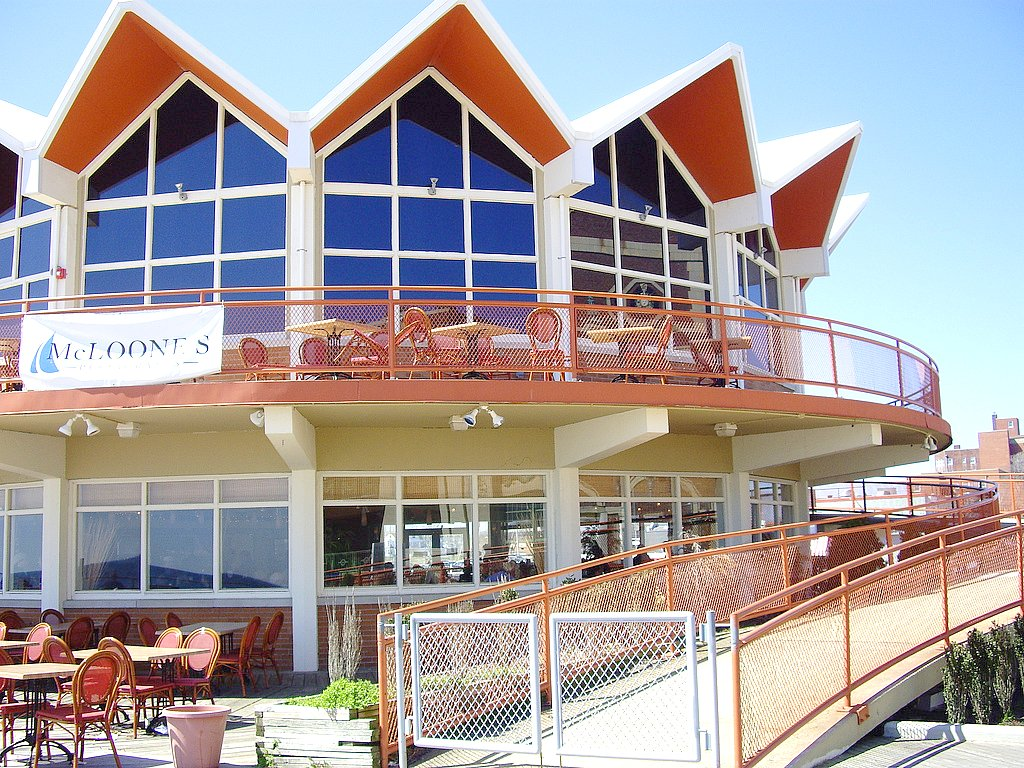
Restaurant à Asbury Park, New Jersey.

- Boomerang : la forme du boomerang est omniprésente dans le design des années 1950, y compris en architecture. Elle se retrouve notamment dans les enseignes commerciales, l'ameublement, les logos d'entreprise ou les imprimés textiles. Ses origines en tant que symbole de l'ère du jet et de la conquête spatiale sont un peu floues, il est possible d'y voir une allusion aux ailes des pilotes, à l'art expressionniste de Paul Klee et de Joan Miró, ou bien encore l'idée que la flèche indique la direction du futur et du progrès[1].

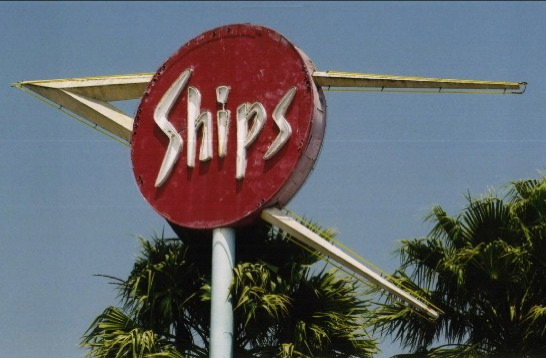
Préenseigne de style Coffee Shop Modern du café Ships sur Olympic Boulevard, à Los Angeles.
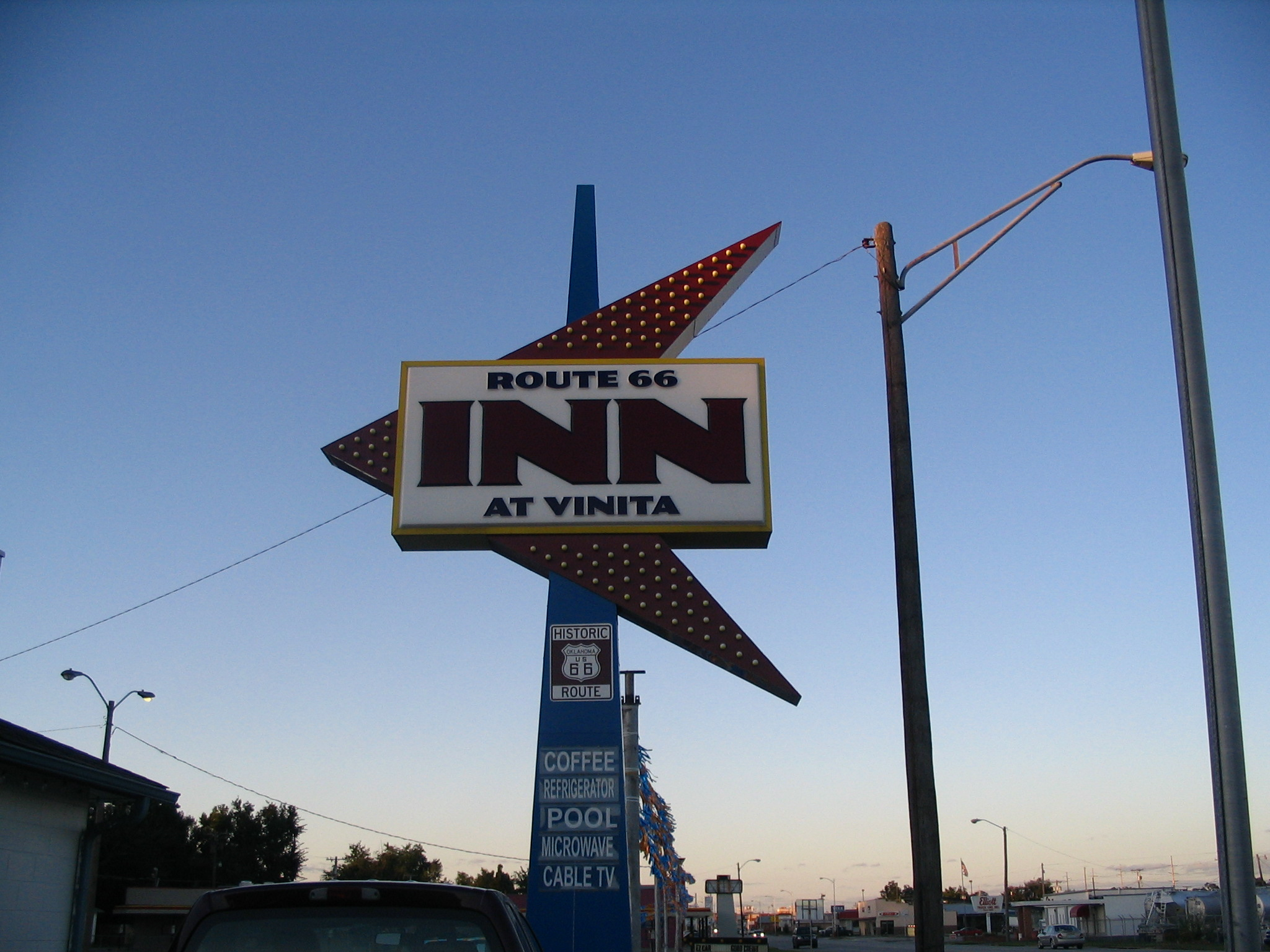
Préenseigne du motel Vinita Inn, sur la route 66, à Vinita, en Oklahoma.

- Amibe : cette forme est celle d'une goutte d’eau amorphe, présente sur les préenseignes ou les piscines des motels. Elle serait apparue avant le boomerang et serait issue des techniques de camouflage de la Seconde Guerre mondiale[1].

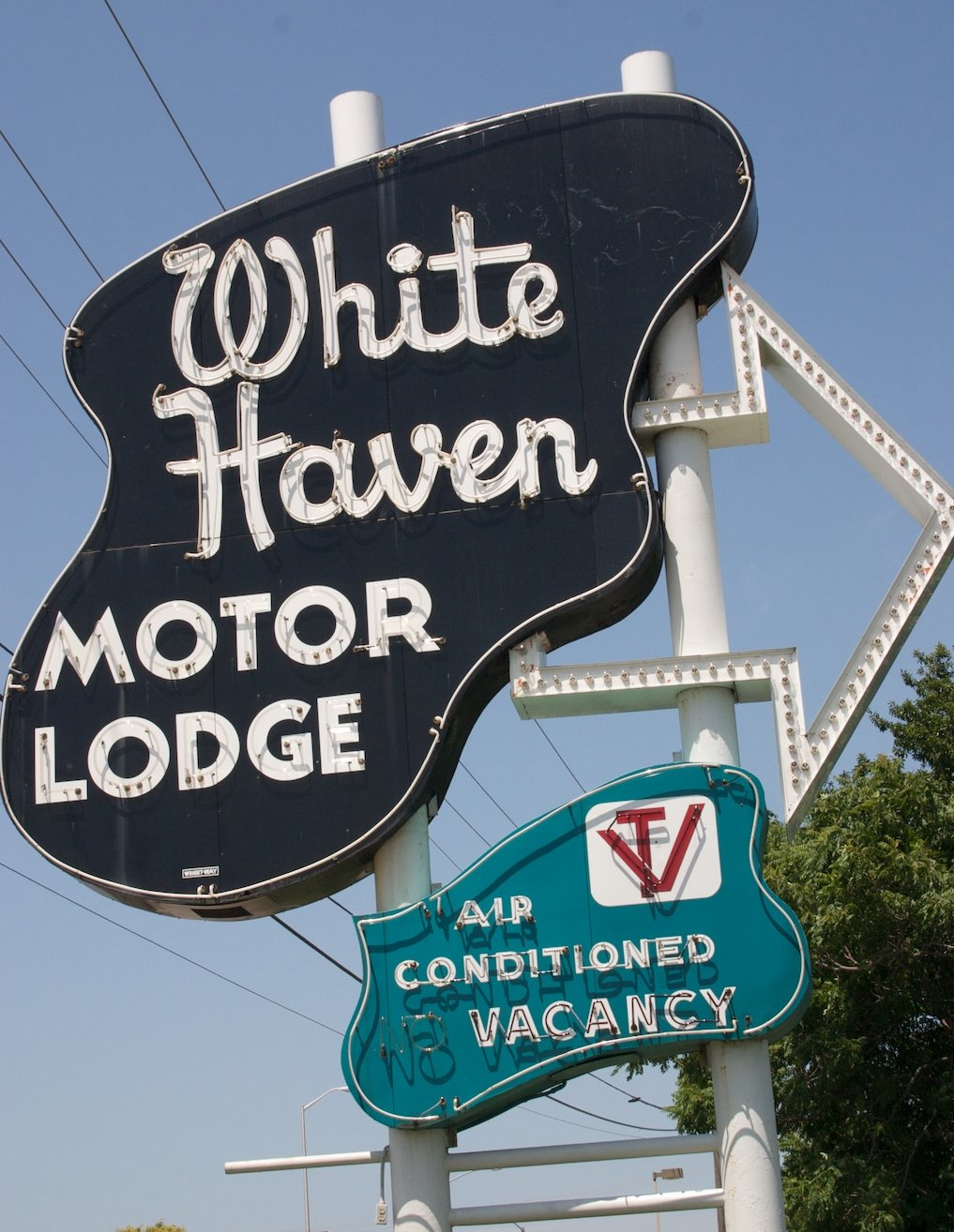
Préenseigne du motel White Haven, à Overland Park, Kansas.
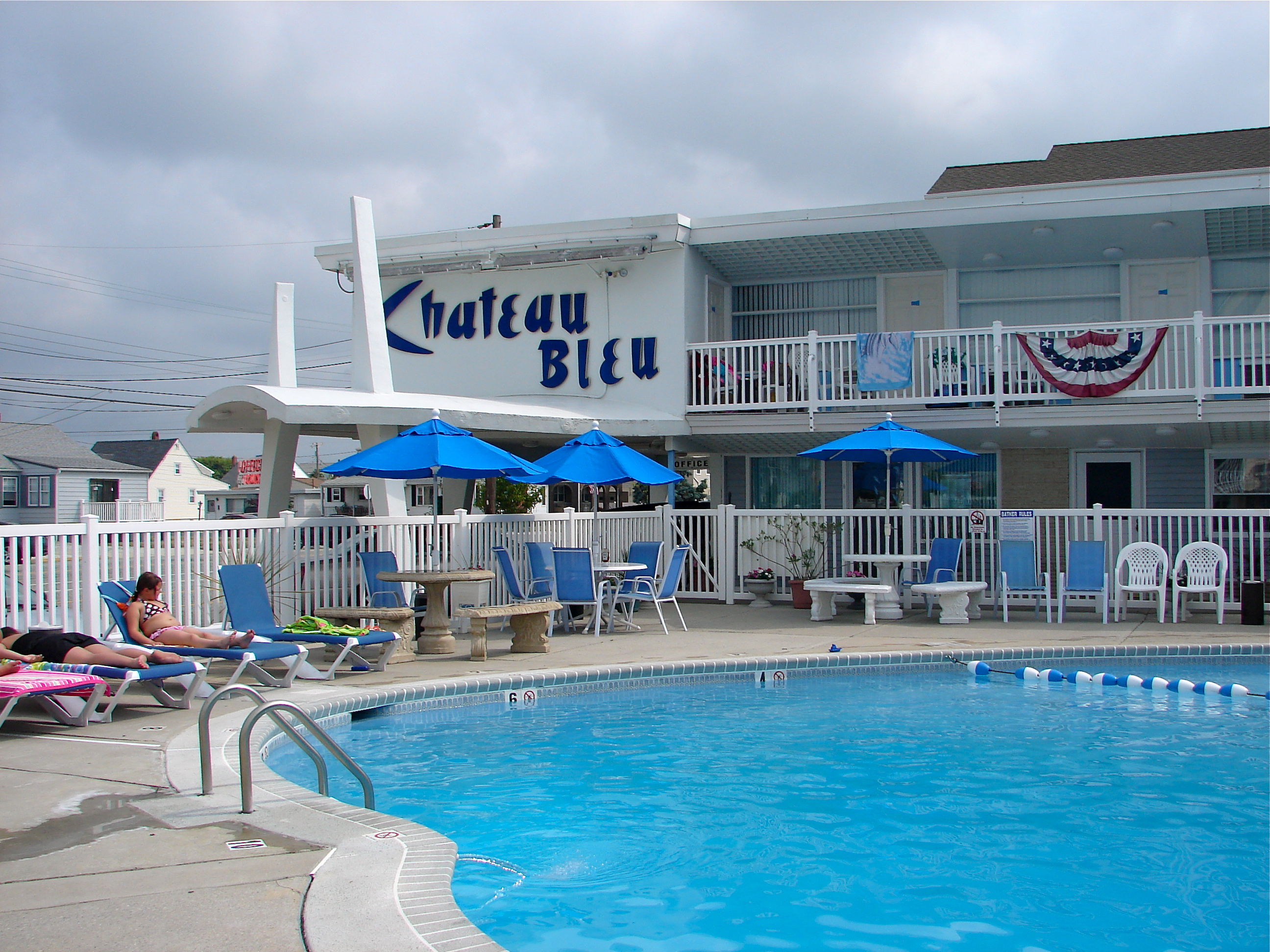
Piscine du motel Château bleu à Wildwood, New Jersey (inscrit au Registre national des lieux historiques en 2004).
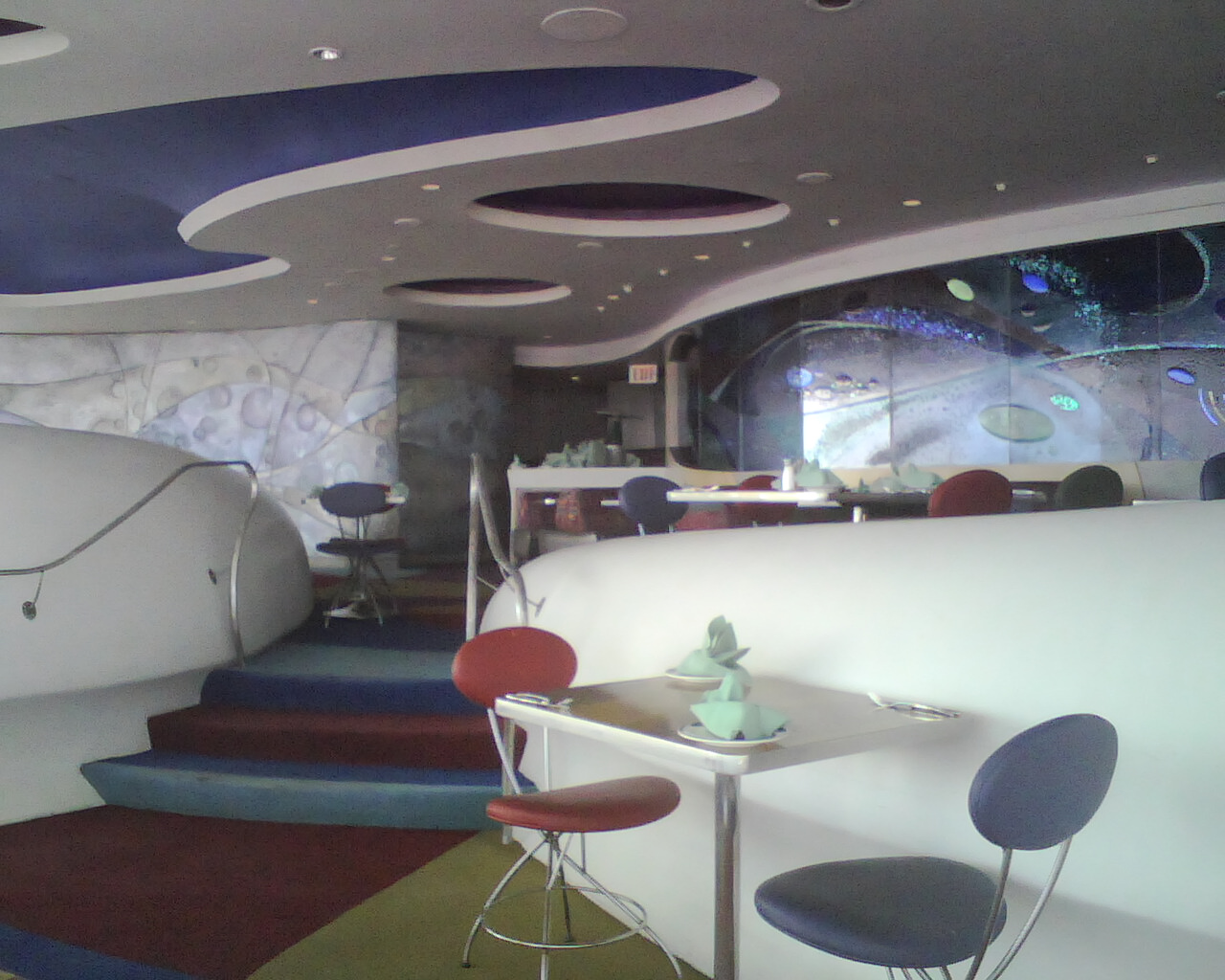
Design Space Age et Atomic Age d'un restaurant du LAX.

- Atome : cette forme apparaît fréquemment, sur les panneaux, enseignes, vaisselle, électroménager. Ses anneaux entrecroisés symbolisent l’ingéniosité humaine et la promesse d’un monde sans limites techniques en ce début de l'Âge atomique, mais reflète également la préoccupation des Américains autour de la menace nucléaire pendant la guerre froide. Il symbolise la recherche scientifique sur la matière, mais également de manière plus approximative le système solaire[1].

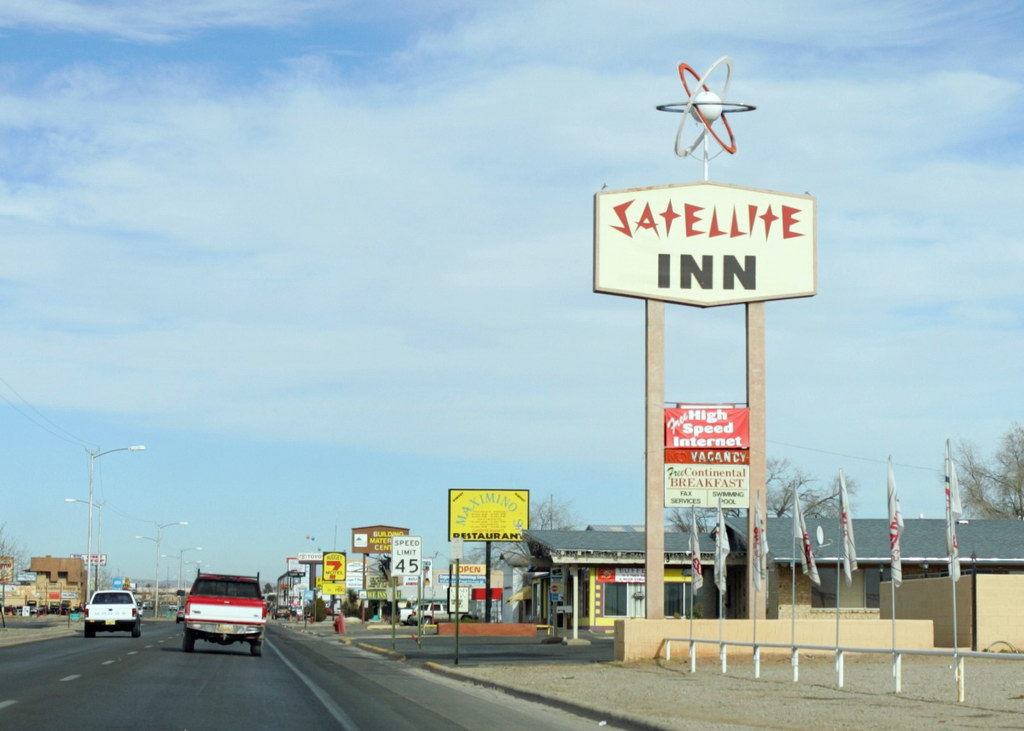
Atome dominant la préenseigne du motel Satellite, à Alamogordo, au Nouveau Mexique.

- Naissance d'une étoile : plus omniprésente encore que l'atome, cette forme symbolise le cosmos exploré par les astronautes[1].

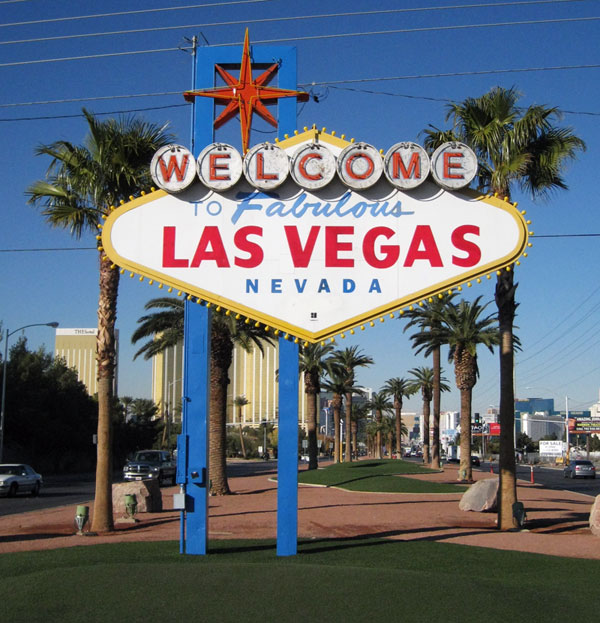
Étoile du panneau « Welcome to Fabulous Las Vegas », réalisé en 1959 (inscrit au Registre national des lieux historiques en 2009).
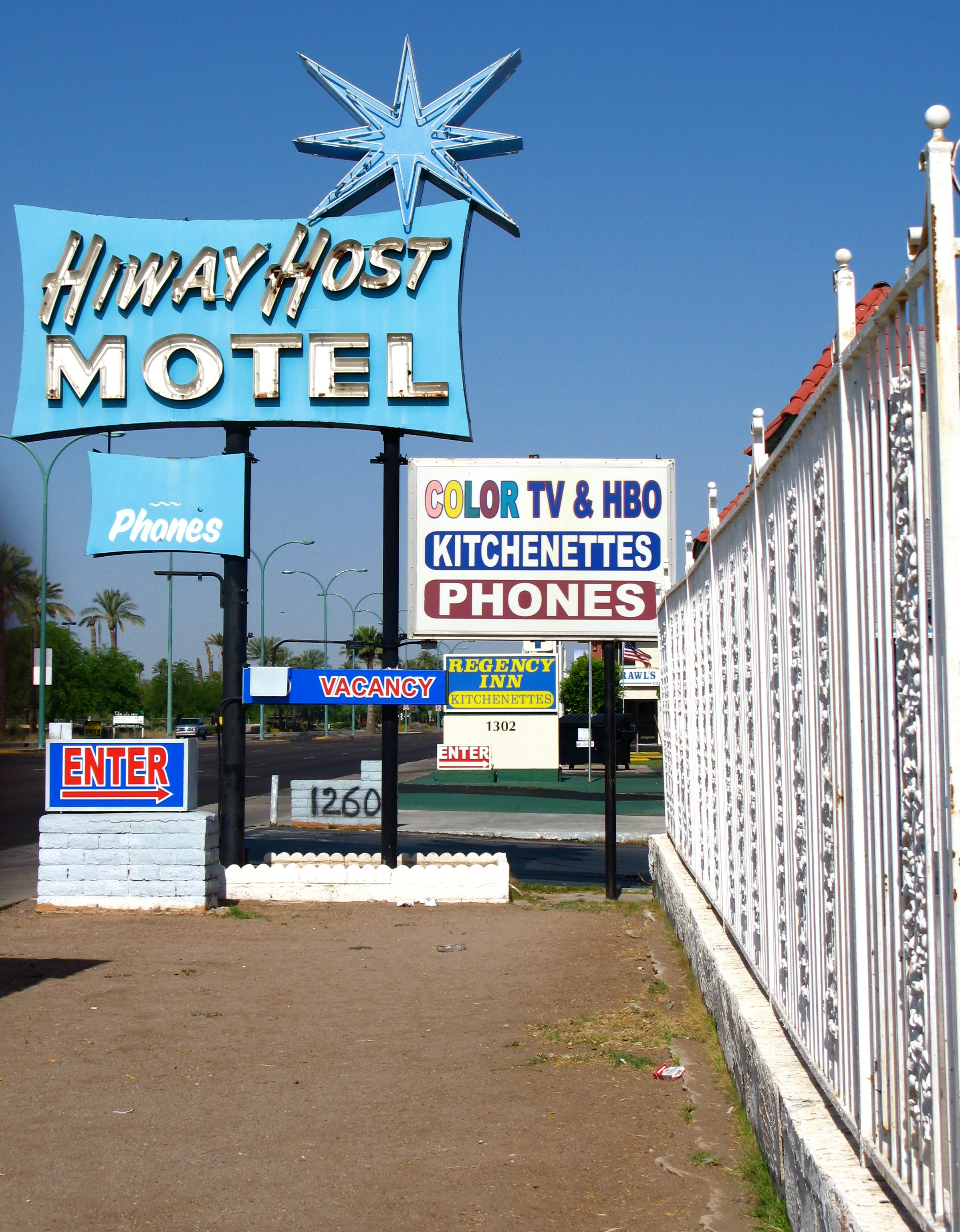
Étoile sur la préenseigne du motel Hiway Host à Mesa, en Arizona.
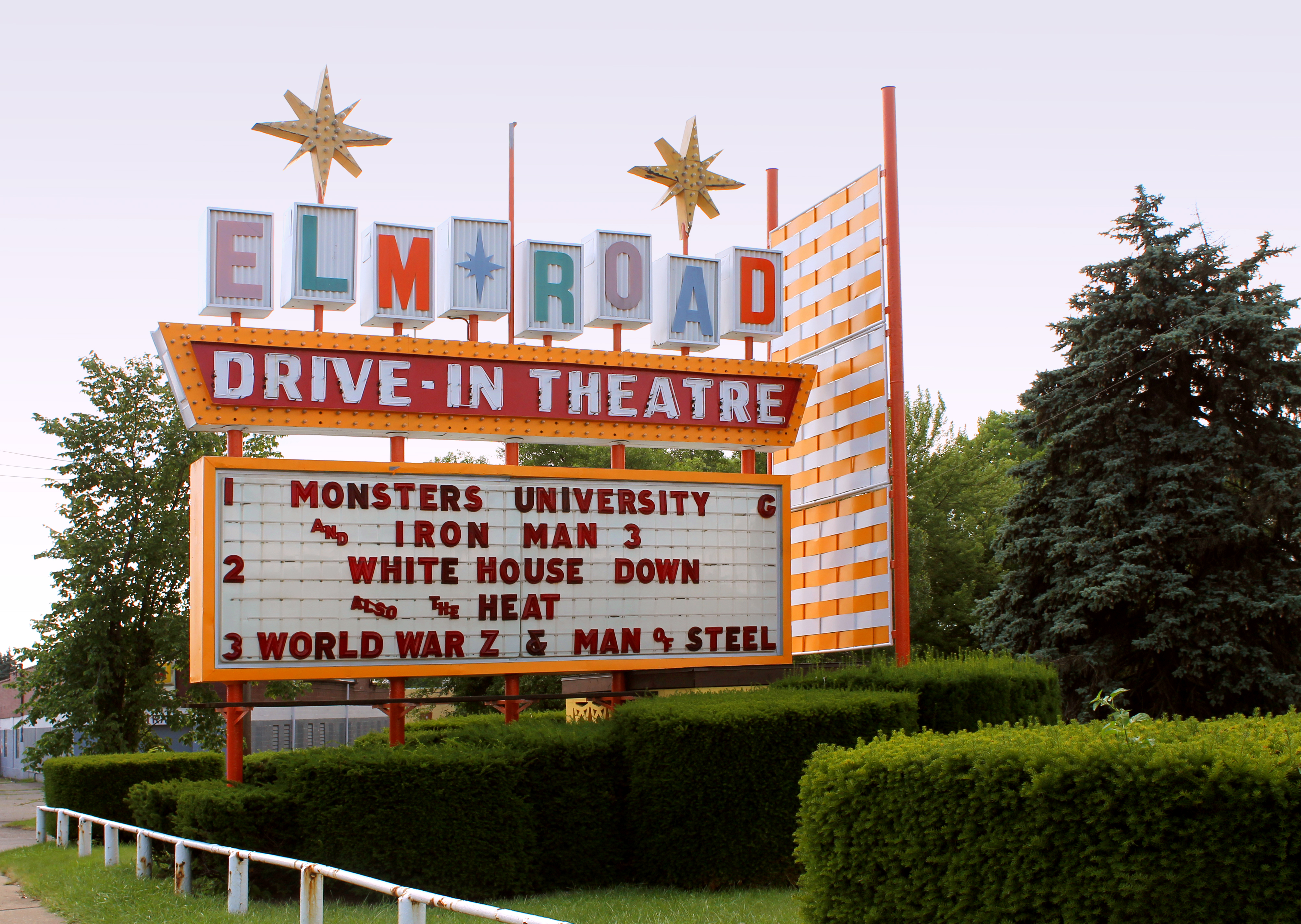
Drive-in à Warren, en Ohio, ouvert en 1950.

- Poutres métalliques apparentes : soutenant la structure ou poursuivant un but purement décoratif, les poutres en acier sont peintes et souvent percées de trous à formes géométriques à la fois pour en donner un aspect plus léger et les faire ressembler à des pas de tir de fusées[1].

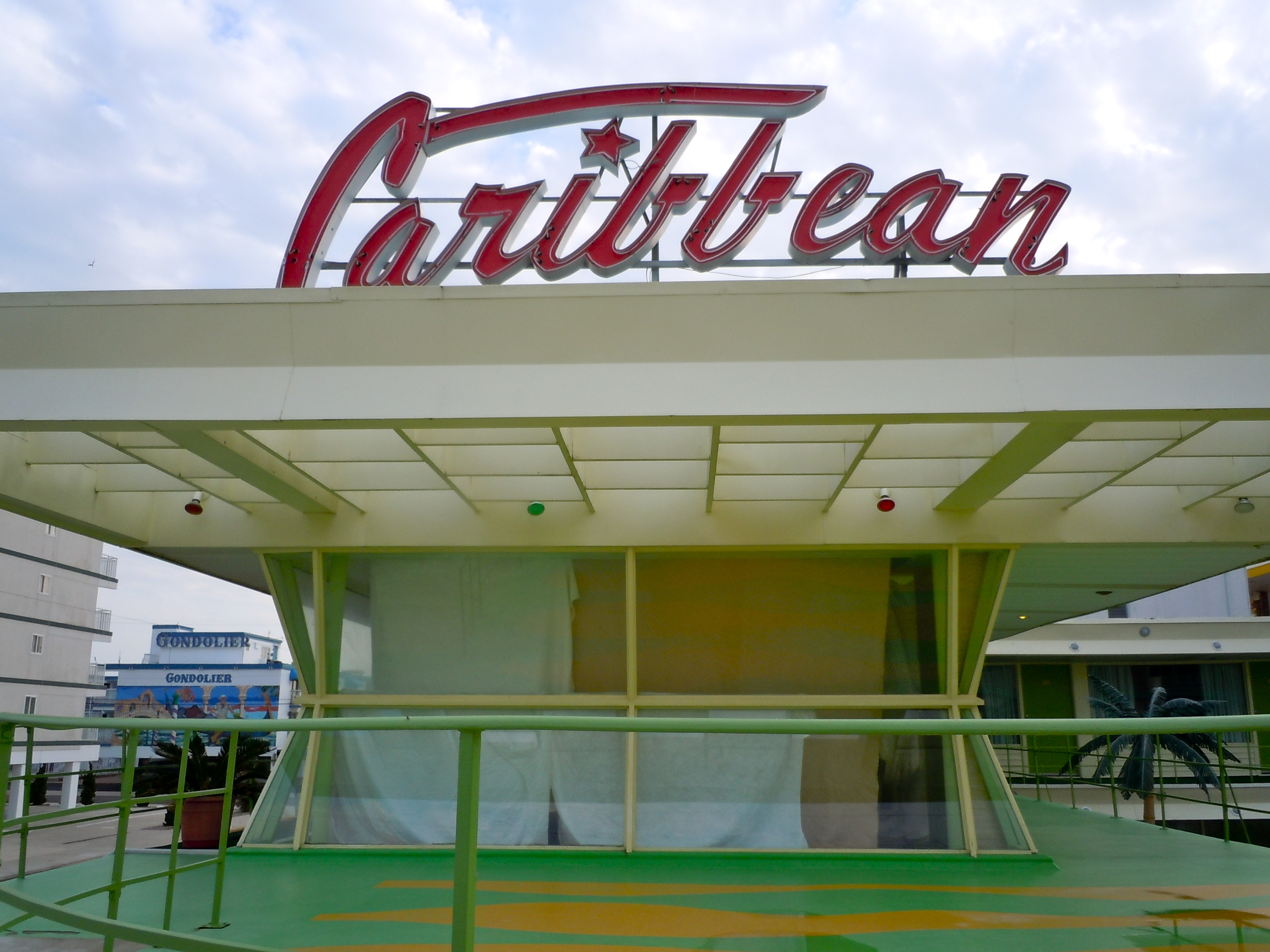
Motel Caribbean à Wildwood Crest, New Jersey, bâti en 1958 dans le style doo-wop (inscrit au Registre national des lieux historiques en 2005).

- Soucoupes volantes : cette forme est caractéristique du courant Jet Age[3] ou Space Age est inspirée des livres, magazines et films de science-fiction. Le Space Needle de Seattle en est un des exemples les plus marquants. Sa forme est proche de celle choisie pour illustrer l'habitat du futur dans la série Les Jetson, diffusée entre 1962 et 1963[1]. Le Theme Building de Los Angeles et le TWA Flight Center de New-York, tous deux construits pendant la même période du début des années 1960 dans les aéroports internationaux des deux plus grandes villes des États-Unis, sont également de style Jet Age, inaugurant cette nouvelle ère de l'aviation dont les progrès permettent de démocratiser les liaisons intercontinentales, et notamment transatlantiques qui supplantent dès lors les traversées en paquebots arrivant dans le port de New York.

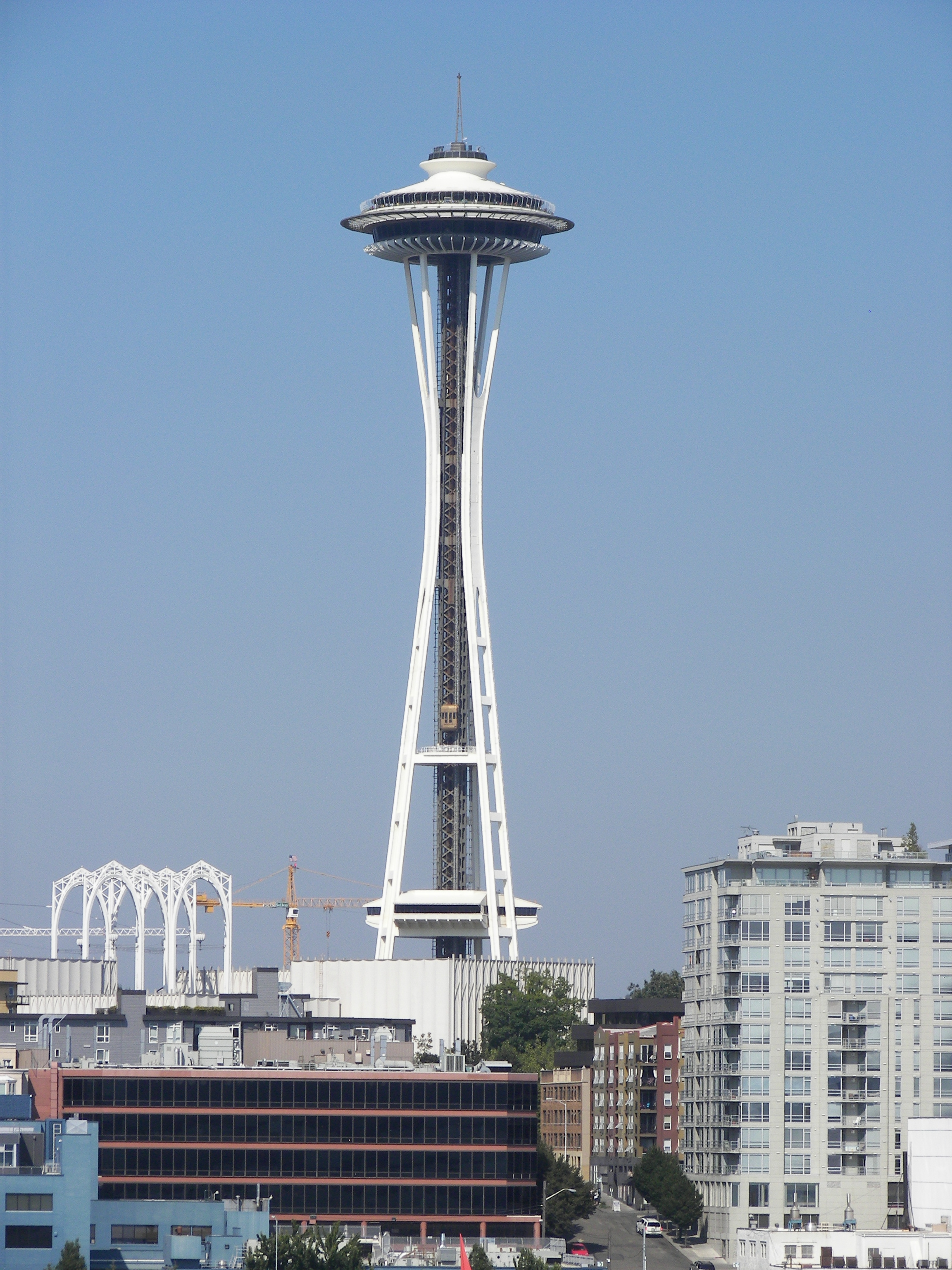
Space Needle, construit pour l'exposition internationale de Seattle de 1962 sur le thème : « Aperçu de la vie de l’Homme au XXIe siècle ».
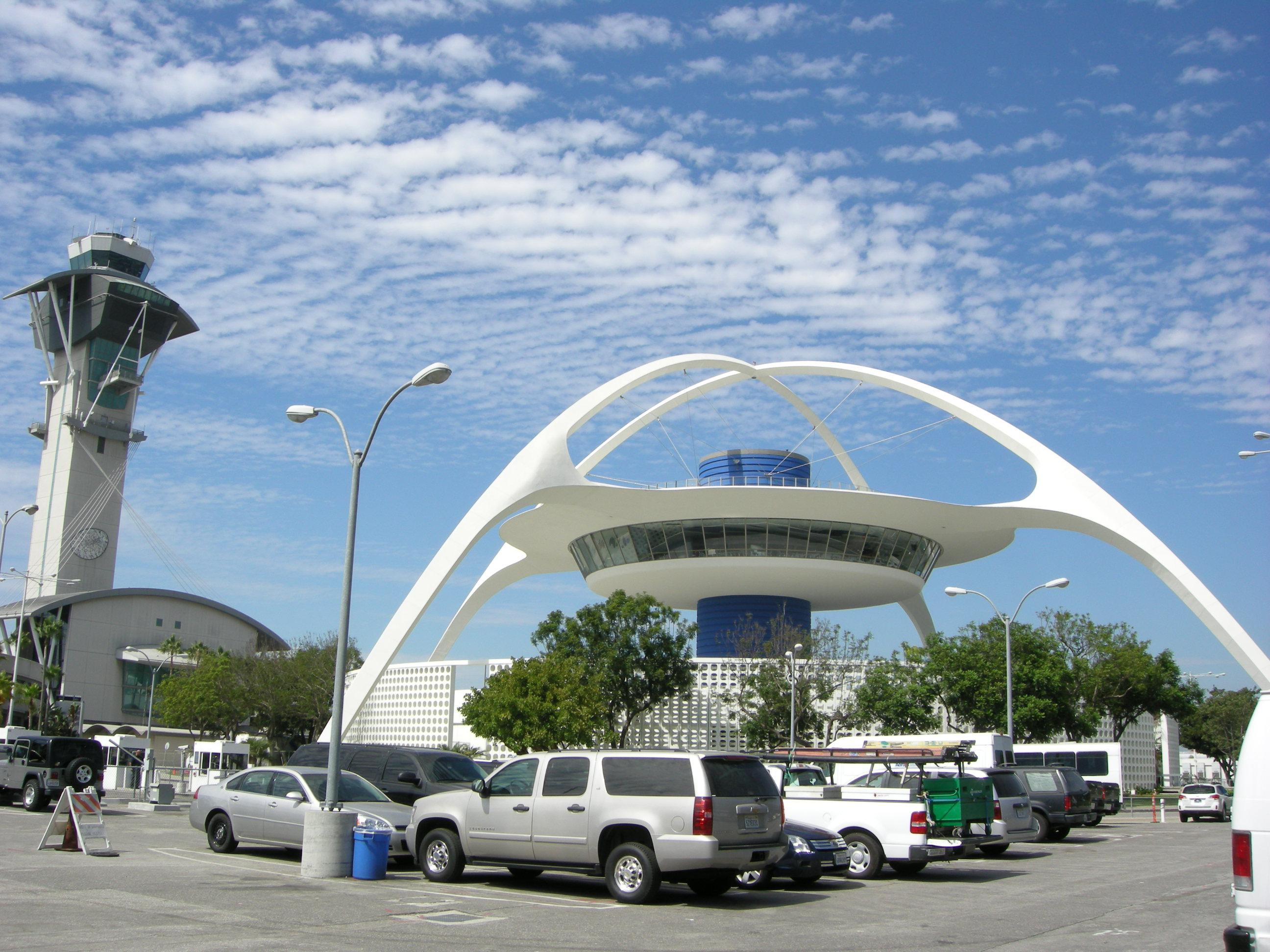
Theme Building, de style Jet Age à l'aéroport international de Los Angeles, inauguré en août 1961 (classé monument historique-culturel de Los Angeles en 1993).
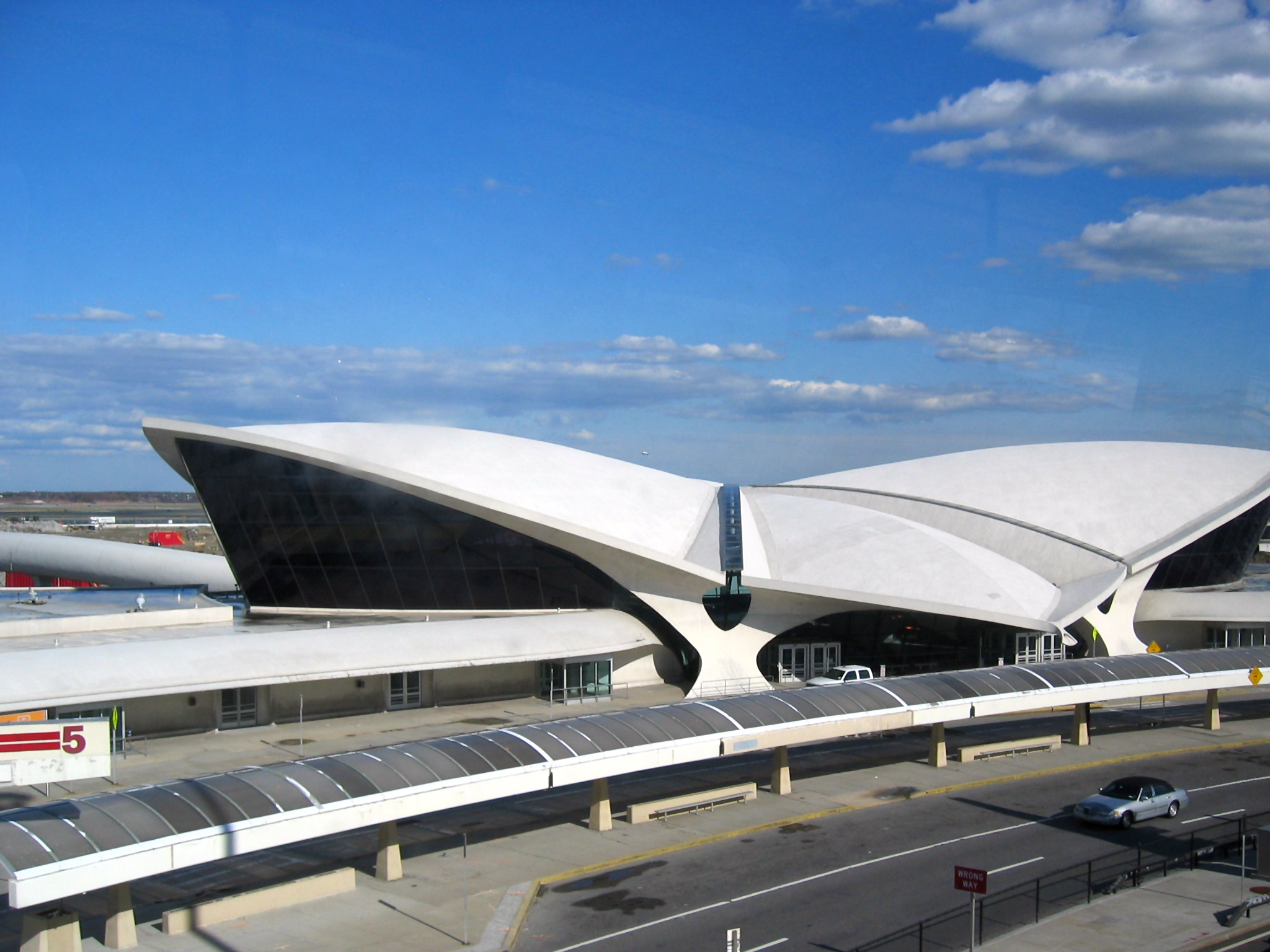
TWA Flight Center de l'aéroport international John-F.-Kennedy à New York, inauguré en 1962.
Planétarium James S. McDonnell, inauguré en 1963, décrit par le magazine Architectural Forum comme « ressemblant à un étrange vaisseau venu de l'espace et descendu sur Terre »[4].

### Fin du Googie
Le Googie projette sur le futur des espérances naïves et utopiques. Porté par une certaine forme d'optimisme, le style finit par s'éteindre au milieu des années 1960 avec le ternissement du rêve américain d'après-guerre. Les raisons en sont diffuses mais parmi elles, les plus communément citées sont l'assassinat du président John F. Kennedy le 22 novembre 1963, marquant une certaine perte de l'innocence du peuple américain, le début de la guerre du Viêt Nam en 1964, l'arrivée à l'adolescence des baby boomers, se rebellant contre les valeurs de leurs parents, un regard moins naïf et romantique sur le programme spatial, etc.
Le Googie se démode définitivement à partir de 1968, cédant la place à un style plus conventionnel. Au fil du temps, de nombreux bâtiments Googie sont transformés, abandonnés ou détruits. À partir des années 1990 et 2000, un programme de conservation est entrepris par les autorités fédérales et locales via une série de classements des bâtiments les plus caractéristiques du style, traduisant alors de l'intérêt architectural et historique grandissant d'une architecture jusqu'alors délaissée.